# 安特罗·尼蒂迈基
安特罗·尼蒂迈基（芬蘭語：Antero Niittymäki，1980年6月18日—），芬兰男子冰球运动员。他曾代表芬兰参加2006年和2010年冬季奥林匹克运动会冰球比赛，获得一枚银牌和一枚铜牌。